# Marco Izzo
Marco Izzo (né le 17 novembre 1994 à Massa) est un joueur italien de volley-ball. Il mesure 1,93 m et joue passeur. Il est international italien.

## Clubs
| Club                | De               | À                |
| ------------------- | ---------------- | ---------------- |
| Piemonte Volley     | 2011-2012        | 25 janvier 2012  |
| Pallavolo Atripalda | 2012-2013        | 2012-2013        |
| Pallavolo Molfetta  | 2013-2014        | 2013-2014        |
| Corigliano Volley   | 2014-2015        | 2014-2015        |
| Südtirol Bolzano    | 2015-2016        | 2015-2016        |
| Materdomini Volley  | 2016-2017        | 23 novembre 2016 |
| Callipo Sport       | 24 novembre 2016 | 2017-2018        |
| Powervolley Milan   | 2018-            |                  |

## Palmarès
- Championnat d'Europe des moins de 21 ans (1)
  - Vainqueur : 2012
- Supercoupe d'Italie A2
  - Perdant : 2013